# Némethy Irma

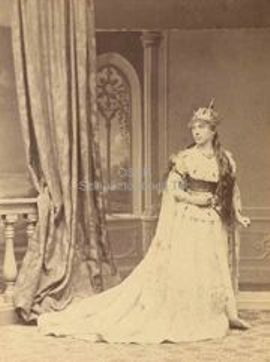

Sujtai Némethy Irma (Pest, 1840. október 21. – Arad, 1876. április 14.) drámai színésznő.

## Életútja
Apja Némethy Sámuel hites ügyvéd volt. Bécsben tanult énekelni Stoll Péternél. Népszínműénekesnőként kezdte karrierjét, vidéken lépett fel. Szigeti Imre felfedezte drámai tehetségét, így áttért erre a szerepkörre. 1871. április 28-án szerepelt a Nemzeti Színházban, az Essex grófban Erzsébetet alakította. Augusztus 15-én szerződtette az intézmény, ahol 1872-ig játszott, mivel ellentétbe került Orczy Bódog intendánssal. Ezután Kolozsvárra ment, ahol élete végéig játszott. Egészsége az 1870-es években megromlott, ezért Aradon kezeltette magát Darányi magánkórházában. Műtétet hajtottak végre rajta, majd 1876. április 14-én reggel 5 órakor meghalt. Április 17-én helyezték örök nyugalomra Kolozsváron, Szentgyörgyi István és Mátray B. Béla búcsúztatták. Sírja fölé közadakozásból készült emlékoszlop, ennek a gyűjtését K. Papp Miklós szervezte.

## Fontosabb szerepei
- Stuart Mária (Schiller)
- Erzsébet (Laube: Essex gróf)
- Volumnia (Shakespeare: Coriolanus)
- Hercegnő (Scribe: Egy pohár víz)